# Хельсингборгская больница
Хельсинборгская больница (швед. Helsingborgs Lasarett) — больница, расположенная в Хельсингборге. Состоит из нескольких зданий.

## Деятельность
Хельсингборгская больница — это специализированная больница скорой помощи в Хельсингборге. Одной из её функций является оказание квалифицированной неотложной медицинской помощи в любое время суток. Её площадь равна примерно северо-западному Сконе. Деятельность больницы разделена на восемь областей: неотложная медицина, детское, семейное и женское здоровье, диагностика головы и шеи, внутренняя медицина, плановая хирургия, психиатрия, а также административное подразделение больницы. Больница включена в сеть лечебно-профилактических учреждений. С весны 2012 года хельсингборгская больница работает в качестве учебного госпиталя для части студентов, обучающихся по медицинской программе в университете Лунда.

## История
Вплоть до середины 1800-х годов, Хельсингборг был небольшим городом, и в нём не было хорошей больницы. В 1862 году было решено построить хельсингборгскую больницу.